# Expoziția Memorială „Traian Vuia”
Expoziția Memorială „Traian Vuia” este un muzeu județean din Traian Vuia, amplasat în nr. 32B, în cadrul Căminului Cultural. Localitatea în care s-a născut inginerul și inventatorul Traian Vuia (1872 - 1950), Surducu Mic, îi poartă astăzi numele. Expoziția este organizată în casa sa natală și prezintă documente și obiecte legate de viața celui ce a construit primul avion din lume, brevetat în Franța, la 17 august 1903, avion, care la 18 martie 1906, s-a desprins de la sol numai prin forța motorului său. Vuia este și autorul unui generator de abur cu randament mare, brevetat în Franța și în alte țări.
Expoziția este organizată în casa natală a lui Traian Vuia, născut în fosta localitate Surducu Mic, ce îi poartă astăzi numele.